# Prezident i ego vnutjka
Prezident i ego vnutjka (russisk: Президент и его внучка) er en russisk spillefilm fra 1999 af Tigran Keosayan.

## Medvirkende
- Oleg Tabakov
- Nadezjda Mikhalkova som Masja
- Dina Korzun som Tatjana
- Vladimir Ilin som Sasja
- Aleksandr Adabashyan